# Valentina Kameniok-Vinogradova
Pour les articles homonymes, voir Vinogradov.
Valentina Aleksiïevna Kameniok-Vinogradova (russe : Валентина Алексеевна Каменёк-Виноградова), née le 17 mai 1943 à Moscou (RSFS de Russie) et morte le 17 juillet 2002 à Saint-Pétersbourg (Russie), est une ancienne joueuse soviétique puis russe de volley-ball.
Elle est médaillée d'argent aux Jeux de 1964 puis d'or à ceux de 1968.

## Carrière
Valentina Kameniok-Vingradova fait partie de l'équipe soviétique qui remporte la médaille d'argent du tournoi féminin de volley-ball aux Jeux olympiques de 1964.
De 1959 à 1961, elle est membre de l'équipe Spartak Moscou puis du CSKA Moscou de 1961 à 1972 puis du Spartak Leningrad de 1972 à 1977.

## Palmarès

### Équipe nationale
- Jeux olympiques
  -  1968 à Mexico.
  -  1964 à Tokyo.

- Championnat d'Europe
  -  1963 à Constanța.
  -  1967 à Izmir.

- Universiade
  -  1965 à Budapest.

### En club
- Championnats d'Union soviétique[2]
  - Vainqueur : 1965, 1966, 1968, 1969
  - Finaliste : 1962, 1972.

- Ligue des champions[2]
  - Vainqueur : 1966, 1967.
  - Finaliste : 1968, 1969.